# Prosopocoilus astacoides
Prosopocoilus astacoides es un escarabajo de la familia Lucanidae. Se encuentra en China. Presenta las siguientes subespecies:
- Prosopocoilus astacoides astacoides
- Prosopocoilus astacoides birmanicus
- Prosopocoilus astacoides karubei
- Prosopocoilus astacoides poultoni